# گوزن قرمز اروپای مرکزی
گوزن قرمز اروپای مرکزی یا گوزن قرمز معمولی (نام علمی: Cervus elaphus hippelaphus) زیرگونه‌ای از گوزن قرمز بومی اروپای مرکزی است. زیستگاه این گوزن از فرانسه، سوئیس، اتریش، آلمان و دانمارک تا کارپات‌های غربی را در بر می‌گیرد. به نیوزلند، استرالیا، شیلی و آرژانتین هم معرفی شده است.